# 米利扎克
米利扎克（法語：Milizac，法語發音：[milizak]）是法国菲尼斯泰尔省的一个旧市镇，属于布雷斯特区。2017年，米利扎克与市镇吉普龙韦勒合并为新市镇米利扎克-吉普龙韦勒。

## 地理
米利扎克（48°28'3"N, 4°33'56"W）面积33.23 平方千米，位于法国布列塔尼大區菲尼斯泰尔省，该省份为法国最西部的省份，位于布列塔尼半岛西部，北西南三面环大西洋，东临阿摩尔滨海省和莫尔比昂省。
与米利扎克接壤的市镇（或旧市镇、城区）包括：吉莱尔、博阿尔、布朗堡、布雷斯特、科阿特梅阿勒、吉普龙韦勒、朗里沃阿雷、圣勒南、特雷韦尔加特。

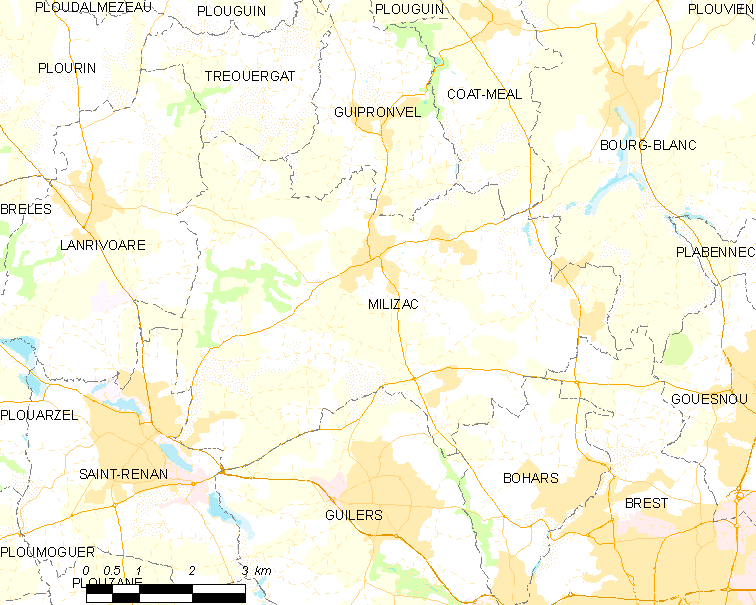
米利扎克的OSM定位图

米利扎克的时区为UTC+01:00、UTC+02:00（夏令时）。

## 行政
米利扎克的邮政编码为29290，INSEE市镇编码为29149。

## 政治
米利扎克所属的省级选区为圣勒南县。

## 人口

1962-2008年间米利扎克人口变化图示

米利扎克于2018年1月1日时的人口数量为3719人。